# Fed Cup 2019
La Fed Cup de 2019 fue la 57.ª edición del torneo de tenis femenino más importante por naciones. Participaron ocho equipos en el Grupo Mundial y noventa en los diferentes grupos regionales.

## Movilidad entre grupos: 2018 a 2019
| · Alemania | · Australia | · Bélgica | · Bielorrusia | · Estados Unidos | · Francia | · República Checa | · Rumanía |
| ---------- | ----------- | --------- | ------------- | ---------------- | --------- | ----------------- | --------- |

| · Canadá | · Eslovaquia | · España | · Italia | · Japón | · Letonia | · Países Bajos | · Suiza |
| -------- | ------------ | -------- | -------- | ------- | --------- | -------------- | ------- |

## Grupo Mundial

### Equipos participantes
| Equipos participantes en el Grupo Mundial de 2019 | Equipos participantes en el Grupo Mundial de 2019 | Equipos participantes en el Grupo Mundial de 2019 | Equipos participantes en el Grupo Mundial de 2019 | Equipos participantes en el Grupo Mundial de 2019 | Equipos participantes en el Grupo Mundial de 2019 | Equipos participantes en el Grupo Mundial de 2019 | Equipos participantes en el Grupo Mundial de 2019 |
| Alemania                                          | Australia                                         | Bélgica                                           | Bielorrusia                                       | Estados Unidos                                    | Francia                                           | República Checa                                   | Rumanía                                           |
| ------------------------------------------------- | ------------------------------------------------- | ------------------------------------------------- | ------------------------------------------------- | ------------------------------------------------- | ------------------------------------------------- | ------------------------------------------------- | ------------------------------------------------- |

### Sorteo
- El sorteo del Grupo Mundial para la Fed Cup 2019 determinó los siguientes encuentros:

Cabezas de serie
1. República Checa
2. Estados Unidos
3. Bielorrusia
4. Francia

### Eliminatorias
|  | Cuartos de final                                 | Cuartos de final                                 | Cuartos de final                                 |                                                  |                                               | Semifinales                                   | Semifinales                                   | Semifinales                                   |                                               |                                               | Final                               | Final                               | Final                               |                                     |                                     |
|  | 9 al 10 de febrero                               | 9 al 10 de febrero                               | 9 al 10 de febrero                               |                                                  |                                               | 20 al 21 de abril                             | 20 al 21 de abril                             | 20 al 21 de abril                             |                                               |                                               | 9 al 10 de noviembre                | 9 al 10 de noviembre                | 9 al 10 de noviembre                |                                     |                                     |
|  |                                                  |                                                  |                                                  |                                                  |                                               |                                               |                                               |                                               |                                               |                                               |                                     |                                     |                                     |                                     |                                     |
|  | Ostrava, República Checa, Dura (i), CZE 2-0 RUM  |                                                  |                                                  |                                                  |                                               |                                               |                                               |                                               |                                               |                                               |                                     |                                     |                                     |                                     |                                     |
|  | 1                                                | República Checa                                  | 2                                                |                                                  |                                               |                                               |                                               |                                               |                                               |                                               |                                     |                                     |                                     |                                     |                                     |
|  |                                                  | Rumanía                                          | 3                                                |                                                  |                                               | Ruan, Francia, Tierra batida (i), RUM 1-0 FRA | Ruan, Francia, Tierra batida (i), RUM 1-0 FRA | Ruan, Francia, Tierra batida (i), RUM 1-0 FRA | Ruan, Francia, Tierra batida (i), RUM 1-0 FRA | Ruan, Francia, Tierra batida (i), RUM 1-0 FRA |                                     |                                     |                                     |                                     |                                     |
|  |                                                  |                                                  |                                                  |                                                  |                                               | Rumanía                                       | 2                                             |                                               |                                               |                                               |                                     |                                     |                                     |                                     |                                     |
|  | Liège, Bélgica, Dura (i), BEL 1-4 FRA            | Liège, Bélgica, Dura (i), BEL 1-4 FRA            | Liège, Bélgica, Dura (i), BEL 1-4 FRA            | Liège, Bélgica, Dura (i), BEL 1-4 FRA            |                                               | 4                                             | Francia                                       | 3                                             |                                               |                                               |                                     |                                     |                                     |                                     |                                     |
|  |                                                  | Bélgica                                          | 1                                                |                                                  |                                               |                                               |                                               |                                               |                                               |                                               |                                     |                                     |                                     |                                     |                                     |
|  | 4                                                | Francia                                          | 3                                                |                                                  |                                               |                                               |                                               |                                               |                                               |                                               | Perth, Australia, Dura, AUS 5-1 FRA | Perth, Australia, Dura, AUS 5-1 FRA | Perth, Australia, Dura, AUS 5-1 FRA | Perth, Australia, Dura, AUS 5-1 FRA | Perth, Australia, Dura, AUS 5-1 FRA |
|  |                                                  |                                                  |                                                  |                                                  |                                               |                                               |                                               |                                               |                                               |                                               | 4                                   | Francia                             | 3                                   |                                     |                                     |
|  | Braunschweig, Alemania, Dura (i), GER 1-0 BLR    | Braunschweig, Alemania, Dura (i), GER 1-0 BLR    | Braunschweig, Alemania, Dura (i), GER 1-0 BLR    | Braunschweig, Alemania, Dura (i), GER 1-0 BLR    | Braunschweig, Alemania, Dura (i), GER 1-0 BLR |                                               |                                               |                                               |                                               |                                               |                                     | Australia                           | 2                                   |                                     |                                     |
|  | 3                                                | Bielorrusia                                      | 4                                                |                                                  |                                               |                                               |                                               |                                               |                                               |                                               |                                     |                                     |                                     |                                     |                                     |
|  |                                                  | Alemania                                         | 0                                                |                                                  |                                               | Brisbane, Australia, Dura, AUS 0-0 BLR        | Brisbane, Australia, Dura, AUS 0-0 BLR        | Brisbane, Australia, Dura, AUS 0-0 BLR        | Brisbane, Australia, Dura, AUS 0-0 BLR        | Brisbane, Australia, Dura, AUS 0-0 BLR        |                                     |                                     |                                     |                                     |                                     |
|  |                                                  |                                                  |                                                  |                                                  | 3                                             | Bielorrusia                                   | 2                                             |                                               |                                               |                                               |                                     |                                     |                                     |                                     |                                     |
|  | Asheville, Estados Unidos, Dura (i), USA 9-5 AUS | Asheville, Estados Unidos, Dura (i), USA 9-5 AUS | Asheville, Estados Unidos, Dura (i), USA 9-5 AUS | Asheville, Estados Unidos, Dura (i), USA 9-5 AUS |                                               |                                               | Australia                                     | 3                                             |                                               |                                               |                                     |                                     |                                     |                                     |                                     |
|  |                                                  | Australia                                        | 3                                                |                                                  |                                               |                                               |                                               |                                               |                                               |                                               |                                     |                                     |                                     |                                     |                                     |
|  | 2                                                | Estados Unidos                                   | 2                                                |                                                  |                                               |                                               |                                               |                                               |                                               |                                               |                                     |                                     |                                     |                                     |                                     |

## Repesca al Grupo Mundial
Los cuatro equipos perdedores de la primera ronda del Grupo Mundial, y los cuatro ganadores de las eliminatorias del Grupo Mundial II jugarán esta instancia. En esta instancia, los cuatro equipos ganadores jugarán en el Grupo Mundial I en el año 2020; los perdedores jugarán mientras tanto en el Grupo Mundial II.
Los cruces de cada una de las llaves enfrentarán a un equipo del Grupo Mundial I y del Grupo Mundial II.
| Perdedores Grupo Mundial - Alemania - Bélgica - Estados Unidos - República Checa | Ganadores Grupo Mundial II - Canadá - España - Letonia - Suiza |

### Eliminatorias
- Fecha: 19 al 21 de abril

| Lugar                       | Superficie        | Equipo local        | Marcador | Equipo visitante |
| --------------------------- | ----------------- | ------------------- | -------- | ---------------- |
| Prostějov, República Checa  | Tierra batida (i) | República Checa (1) | 4 - 0    | Canadá           |
| San Antonio, Estados Unidos | Dura (i)          | Estados Unidos (2)  | 3 - 2    | Suiza            |
| Riga, Letonia               | Dura (i)          | Letonia             | 1 - 3    | Alemania (3)     |
| Kortrijk, Bélgica           | Dura (i)          | Bélgica (4)         | 2 - 3    | España           |

## Grupo Mundial II

### Equipos participantes
| Equipos participantes en el Grupo Mundial II de 2018 | Equipos participantes en el Grupo Mundial II de 2018 | Equipos participantes en el Grupo Mundial II de 2018 | Equipos participantes en el Grupo Mundial II de 2018 | Equipos participantes en el Grupo Mundial II de 2018 | Equipos participantes en el Grupo Mundial II de 2018 | Equipos participantes en el Grupo Mundial II de 2018 | Equipos participantes en el Grupo Mundial II de 2018 |
| Canadá                                               | Eslovaquia                                           | España                                               | Italia                                               | Japón                                                | Letonia                                              | Países Bajos                                         | Suiza                                                |
| ---------------------------------------------------- | ---------------------------------------------------- | ---------------------------------------------------- | ---------------------------------------------------- | ---------------------------------------------------- | ---------------------------------------------------- | ---------------------------------------------------- | ---------------------------------------------------- |

### Sorteo
- El sorteo de la Fed Cup 2019 determinó los siguientes cruces:

Cabezas de Serie
1. Suiza
2. Países Bajos
3. Eslovaquia
4. Japón

### Eliminatorias
- Fecha: 9 al 10 de febrero

| Lugar                          | Superficie        | Equipo local     | Marcador | Equipo visitante |
| ------------------------------ | ----------------- | ---------------- | -------- | ---------------- |
| Biel, Suiza                    | Dura (i)          | Suiza (1)        | 3 - 1    | Italia           |
| Riga, Letonia                  | Dura (i)          | Letonia          | 4 - 0    | Eslovaquia (3)   |
| Kitakyushu, Japón              | Dura (i)          | Japón (4)        | 2 - 3    | España           |
| 's-Hertogenbosch, Países Bajos | Tierra batida (i) | Países Bajos (2) | 0 - 4    | Canadá           |

## Repesca al Grupo Mundial II
Los cuatro equipos perdedores de la primera ronda del Grupo Mundial II, dos clasificados de la Zona Europa/África, y los ganadores de los Grupos Asia/Oceanía y Américas jugarán esta instancia. En esta instancia, los cuatro equipos ganadores jugarán en el Grupo Mundial II en el año 2020; los perdedores jugarán mientras tanto en sus respectivos grupos regionales.
| Perdedores Grupo Mundial II - Eslovaquia - Italia - Japón - Países Bajos | Clasificados Grupo Regionales - Brasil - Kazajistán - Gran Bretaña - Rusia |

### Eliminatorias
- Fecha: 20 y 21 de abril

| Lugar                  | Superficie        | Equipo local     | Marcador | Equipo visitante |
| ---------------------- | ----------------- | ---------------- | -------- | ---------------- |
| Moscú, Rusia           | Tierra batida (i) | Rusia (1)        | 4 - 0    | Italia           |
| Osaka, Japón           | Dura              | Japón            | 4 - 0    | Países Bajos (2) |
| Londres, Reino Unido   | Dura (i)          | Gran Bretaña (3) | 3 - 1    | Kazajistán       |
| Bratislava, Eslovaquia | Tierra batida (i) | Eslovaquia (4)   | 3 - 1    | Brasil           |

## Grupos Regionales

### América
| Zona de América | Zona de América | Zona de América   | Zona de América | Zona de América | Zona de América | Zona de América | Zona de América |
| Grupo I         | Grupo I         | Grupo I           | Grupo I         | Grupo I         | Grupo I         | Grupo I         | Grupo I         |
| Argentina       | Brasil          | Chile             | Colombia        | Ecuador         | México          | Paraguay        | Puerto Rico     |
| Sin cambios     | Sin cambios     | Sin cambios       | Sin cambios     | Decrecimiento   | Sin cambios     | Sin cambios     | Decrecimiento   |
| Grupo II        | Grupo II        | Grupo II          | Grupo II        | Grupo II        | Grupo II        | Grupo II        | Grupo II        |
| Bahamas         | Barbados        | Bermudas          | Bolivia         | Costa Rica      | Cuba            | Guatemala       | Panamá          |
| Sin cambios     | Sin cambios     | Sin cambios       | Sin cambios     | Sin cambios     | Sin cambios     | Sin cambios     | Sin cambios     |
| Perú            | Rep. Dominicana | Trinidad y Tobago | Uruguay         | Venezuela       | -               | -               | -               |
| Crecimiento     | Sin cambios     | Sin cambios       | Sin cambios     | Crecimiento     | -               | -               | -               |
| --------------- | --------------- | ----------------- | --------------- | --------------- | --------------- | --------------- | --------------- |

### Asia / Oceanía
| Zona de Asia/Oceanía | Zona de Asia/Oceanía | Zona de Asia/Oceanía | Zona de Asia/Oceanía | Zona de Asia/Oceanía | Zona de Asia/Oceanía | Zona de Asia/Oceanía | Zona de Asia/Oceanía |
| Grupo I              | Grupo I              | Grupo I              | Grupo I              | Grupo I              | Grupo I              | Grupo I              | Grupo I              |
| China                | Corea del Sur        | India                | Indonesia            | Kazajistán           | Islas del Pacífico   | Tailandia            | -                    |
| Sin cambios          | Sin cambios          | Sin cambios          | Sin cambios          | Sin cambios          | Decrecimiento        | Decrecimiento        | -                    |
| Grupo II             | Grupo II             | Grupo II             | Grupo II             | Grupo II             | Grupo II             | Grupo II             | Grupo II             |
| Baréin               | Bangladés            | China Taipéi         | Hong Kong            | Filipinas            | Irán                 | Kirguistán           | Malasia              |
| Nueva Zelanda        | Omán                 | Pakistán             | Singapur             | Sri Lanka            | Tayikistán           | Turkmenistán         | Uzbekistán           |
| -------------------- | -------------------- | -------------------- | -------------------- | -------------------- | -------------------- | -------------------- | -------------------- |

### Europa / África
| Zona de Europa / África | Zona de Europa / África         | Zona de Europa / África | Zona de Europa / África | Zona de Europa / África | Zona de Europa / África | Zona de Europa / África | Zona de Europa / África |
| Grupo I                 | Grupo I                         | Grupo I                 | Grupo I                 | Grupo I                 | Grupo I                 | Grupo I                 | Grupo I                 |
| Bulgaria                | Croacia                         | Dinamarca               | Eslovenia               | Estonia                 | Georgia                 | Grecia                  | Hungría                 |
| Sin cambios             | Sin cambios                     | Decrecimiento           | Sin cambios             | Sin cambios             | Decrecimiento           | Sin cambios             | Sin cambios             |
| Polonia                 | Gran Bretaña                    | Rusia                   | Serbia                  | Suecia                  | Turquía                 | Ucrania                 | -                       |
| Sin cambios             | Crecimiento                     | Crecimiento             | Sin cambios             | Sin cambios             | Sin cambios             | Sin cambios             | -                       |
| Grupo II                | Grupo II                        | Grupo II                | Grupo II                | Grupo II                | Grupo II                | Grupo II                | Grupo II                |
| Austria                 | Bosnia y Herzegovina            | Israel                  | Luxemburgo              | Portugal                | Sudáfrica               | Túnez                   | -                       |
| Crecimiento             | Decrecimiento                   | Sin cambios             | Crecimiento             | Sin cambios             | Decrecimiento           | Sin cambios             | -                       |
| Grupo III               | Grupo III                       | Grupo III               | Grupo III               | Grupo III               | Grupo III               | Grupo III               | Grupo III               |
| Argelia                 | Armenia                         | Camerún                 | Chipre                  | Egipto                  | Finlandia               | Irlanda                 | Islandia                |
| Kenia                   | Kosovo                          | Lituania                | Macedonia               | Madagascar              | Malta                   | Marruecos               | Montenegro              |
| Noruega                 | República Democrática del Congo | Uganda                  | -                       | -                       | -                       | -                       | -                       |
|                         |                                 |                         | -                       | -                       | -                       | -                       | -                       |
| ----------------------- | ------------------------------- | ----------------------- | ----------------------- | ----------------------- | ----------------------- | ----------------------- | ----------------------- |